# Phillimore Island
Phillimore Island est une petite île de la Tamise en Angleterre.

## Description
Il s'agit d'une île fluviale, inhabitée et recouverte d'arbres, située à environ huit kilomètres au nord-est de Reading (Berkshire) ; elle se trouve à proximité d'une autre île fluviale, The Lynch, et à environ deux cents mètres du village de Shiplake (Oxfordshire).